# Cintia Bolio
Cintia Bolio (Ciudad de México, 1969) es caricaturista mexicana, artista autodidacta y pionera en la caricatura política y cómic de alto contenido feminista y crítico en México. 

## Trayectoria profesional
Inició su carrera como "monera" (término con el que en México se les llama a quienes se dedican a la caricatura) en 2006 en la revista de sátira política El Chamuco y los hijos del averno. En ella colaboró durante sus dos épocas de 1996 a 2000 y de 2007 a 2011. Ha publicado en diversos medios nacionales como: SDP (2008), El Centro (2007), La Jornada (2000-2006), Milenio (2001-2004), Unomásuno (2001).
En 2001 nace su historieta más emblemática: Puras Evas, que publica en las páginas del diario Milenio. Puras Evas ha sido publicada en distintos medios nacionales, en España y Argentina.
En 2001 ilustró la historieta El Círculo Vicioso para UNIFEM, con guion de Rafael Barajas “El Fisgón”. Fue un trabajo especial sobre violencia de género.
En 2012 realizó la historieta especial “Tache a la tacha” para Instituto para la Atención y Prevención de las Adicciones (IAPA) del Gobierno del Distrito Federal y Editorial Resistencia. 24 páginas, blanco y negro.
Ha sido socia de Cartonclub, Club de la Caricatura Latina desde 2006; desde 2014, publica cartones de política y género en la revista iberoamericana Con la A, y desde 2015 pertenece a Brazil Cartoon International, sitio web especializado en la difusión del trabajo de caricaturistas.
En 2013 publicó su libro compilatorio La Irreverente Sonrisa, editado por la Editorial Resistencia, con prólogo del caricaturista Antonio Helguera. El libro comprende 17 años de su trayectoria, con las obras más representativas elegidas por Cintia Bolio.
Fue invitada a realizar el arte de portada de la edición de invierno 2015-2016 para World Policy Journal, revista de política internacional en Nueva York, EEUU.
En septiembre de 2015 formó parte del jurado del Primer Premio “Memorial del 68” del Centro Cultural Universitario Tlatelolco, en la categoría de Cómic. En ese mismo año,  participó en el Primer Congreso Cartonclub-Filo, realizado en la Ciudad de México en septiembre de 2015, que reunió por vez primera a caricaturistas de Argentina, Cuba, Colombia, Ecuador, Estados Unidos, Brasil, Chile, España, Francia, México, Nicaragua, Perú, Portugal y Venezuela. Por parte de México estuvieron presentes caricaturistas como Cintia Bolio, Rius, Boligán, Helguera, Omar, Helioflores, Naranjo, Patricio, Hernández, Rocha, Magú, Rapé, Trino, El Fisgón, entre otros.
Ha sido jurado en varios premios como en la Bienal Internacional del Humor en Cuba, en el 2009; en el Premio Nacional Rostros de la discriminación “Gilberto Rincón Gallardo”, de 2008 a 2014; en los festejos del 60 Aniversario de la Gaceta UNAM en la categoría de Caricatura.
En 2010 impartió el taller de caricatura política “Monos y Moner@s” en la Dirección General de Atención a la Comunidad (DGACU) de la UNAM.
En los años de 2011 y 2012, impartió, para el Centro Cultural de España en México (CCEMX), dos ediciones del taller de historieta “De Mujeres y Monitas” en el penal de Santa Martha Acatitla, 2011-2012. Los trabajos producto de estos talleres fueron exhibidos en el CCEMX, y en el Museo de la Mujer y en la Facultad de Ciencias Políticas y Facultad de Ciencias de la UNAM.
En 2015, en el marco del Día Internacional para la Eliminación de la Violencia contra las Mujeres, impartió, a pedido de la Secretaría de Cultura CDMX, talleres de “Historieta sobre prevención de la violencia de género” en el Museo de los Ferrocarrileros y en el Foro Tláhuac.
En 2016 su trayectoria cumple veinte años de trabajo ininterrumpido en medios nacionales e internacionales y su serie más representativa, Puras Evas cumple quince años de publicación. Ha publicado en medios nacionales e internacionales como El Centro, Milenio, La Jornada (México), Clítoris (Argentina), Quevedos (España) y Sirkel (Noruega). 
Cintia Bolio ha realizado exposiciones individuales y colectivas en México, España, Estados Unidos, y en otros países de Europa, Latinoamérica y Asia. Además, ha impartido talleres sobre el trabajo de la caricatura, con perspectiva de género; ha colaborado con organismos internacionales y fondos como la ONU, UNIFEM, Semillas, Sociedad Mexicana Pro Derechos de la Mujer, A. C., el Centro Cultural de España en México; además de instancias de gobierno locales y universidades nacionales como la Secretaría de Cultura CDMX, la UNAM,  la Federación Mexicana de Universitarias, etcétera

Ser mujer, la propia experiencia. Me he declarado feminista desde jovencita. Empecé mi carrera haciendo cartón e historieta opositora, pero vi que casi no había denuncia de la opresión vivida por la mujer desde la caricatura y el cómic, por lo que mi discurso evolucionó de la crítica al sistema político a la crítica al patriarcado en su conjunto. Creo que las mujeres tenemos derecho a hablar desde nuestro lado de la historia, no hay testimonio suficiente. Así, después de un tiempo de tratar estos temas, decidí crear la serie “Puras Evas”, como título y espacio incómodo pero humoroso para tratar todo tema desde el punto de vista feminista.
Cintia Bolio

## Premios y distinciones
Seleccionada por la revista especializada PICNIC para el especial Hecho en México, 100 proyectos. Flavours – 2012.
En el 2006 fue invitada por la ONU como representante de Latinoamérica, para fundar el movimiento internacional Cartooning for Peace-Dessins pour la Paix; a través del Seminario “Unlearning intolerance”, con presencia del Secretario General Kofi Annan, en Nueva York, Estados Unidos. http://www.cartooningforpeace.org/dessinateurs/cintia-bolio/
Recibió un reconocimiento especial del embajador Enrique Berruga Filloy de UNICEF por la historieta Planta Móvil que elaboró para dicho organismo, sobre migración adolescente a Estados Unidos. La historieta se distribuyó en las fronteras de México y Estados Unidos. Radio Educación produjo una radionovela basada en este trabajo.

## Exposiciones y obra
En 2005, fue invitada a participar en “ConSecuencias de la Historieta Mexicana”, exposición colectiva en ARCO Madrid en España. Participó con la historieta “Memento” sobre el feminicidio en Ciudad Juárez. En marzo de 2006 fue invitada a representar a México en España, en el proyecto "De Ellas: doce autoras iberoamericanas de historieta", impulsado por el Instituto de las Mujeres de Murcia. La exposición itineró en Murcia, Salón del Cómic de Getxo y Salón del Cómic de Barcelona. 
Durante 2011 expuso individualmente en varios países. En Noruega llevó la exposición: La Monera; en Francia: Non de dieux!; en Japón: Cartooning for Japan, organizada por la Federation of Cartoonists Organizations (FECO); en China: Mujeres en China, y en Brasil: Bátom, Lapis & TPM. También realizó los murales 8 Objetivos del Milenio en el Centro Cultural de España en México, en el espacio de La Terraza.
En el Museo de la Mujer expuso su trabajo Puras Evas: los 10 machamientos,  historieta realizada ex profeso para el Seminario Por una Justicia con Equidad de la Federación Mexicana de Universitarias (FEMU). La exposición fue inaugurada el 8 de marzo de 2015. 
De julio a octubre de 2013 expuso en el Museo de la Mujer Tinta en la mirada. Retrospectiva: 17 años de irreverencia.
En 2013 fue invitada a representar a México en el homenaje colectivo de ilustración "18+12 Ilustradores Interpretan la Constitución de Cádiz". Proyecto curado por el especialista Jorge Díez de Acción Cultural Española, España. La exposición contó con itinerancia en toda Iberoamérica, presente en México en el Centro Cultural de España. Se publicó un libro de la obra.
En octubre de 2015 expuso su trabajo en el 20 Aniversario del Museo Diógenes Taborda, en Buenos Aires, Argentina.
Ha expuesto en la UNAM su obra “Ser mujer tiene su chiste”, en facultades, CCH y ENP. Con el auspicio de la DGACU de la UNAM. 